# Chetogena blondeli
Chetogena blondeli là một loài ruồi trong họ Tachinidae.